# Enargia pallida
Enargia pallida là một loài bướm đêm trong họ Noctuidae.